# سی‌اس‌اس اکیدیا
سی‌اس‌اس اکیدیا (به انگلیسی: CSS Acadia) یک کشتی بود که طول آن ۱۸۱ فوت ۹ اینچ (۵۵٫۴۰ متر) بود. این کشتی در سال ۱۹۱۳ ساخته شد.